# Дурман (обиходные названия)
Дурма́н, реже дурме́нь, дурми́на, дурни́на или дурнапа́н — название рода (и вида) широко известного растения из семейства Паслёновые (Solanaceae). Кроме того, дурман выполняет роль диалектного или обиходного названия нескольких лекарственных и ядовитых растений, а также неопределённого числа сорных трав, способных образовывать заросли и бурьяны:80-81.

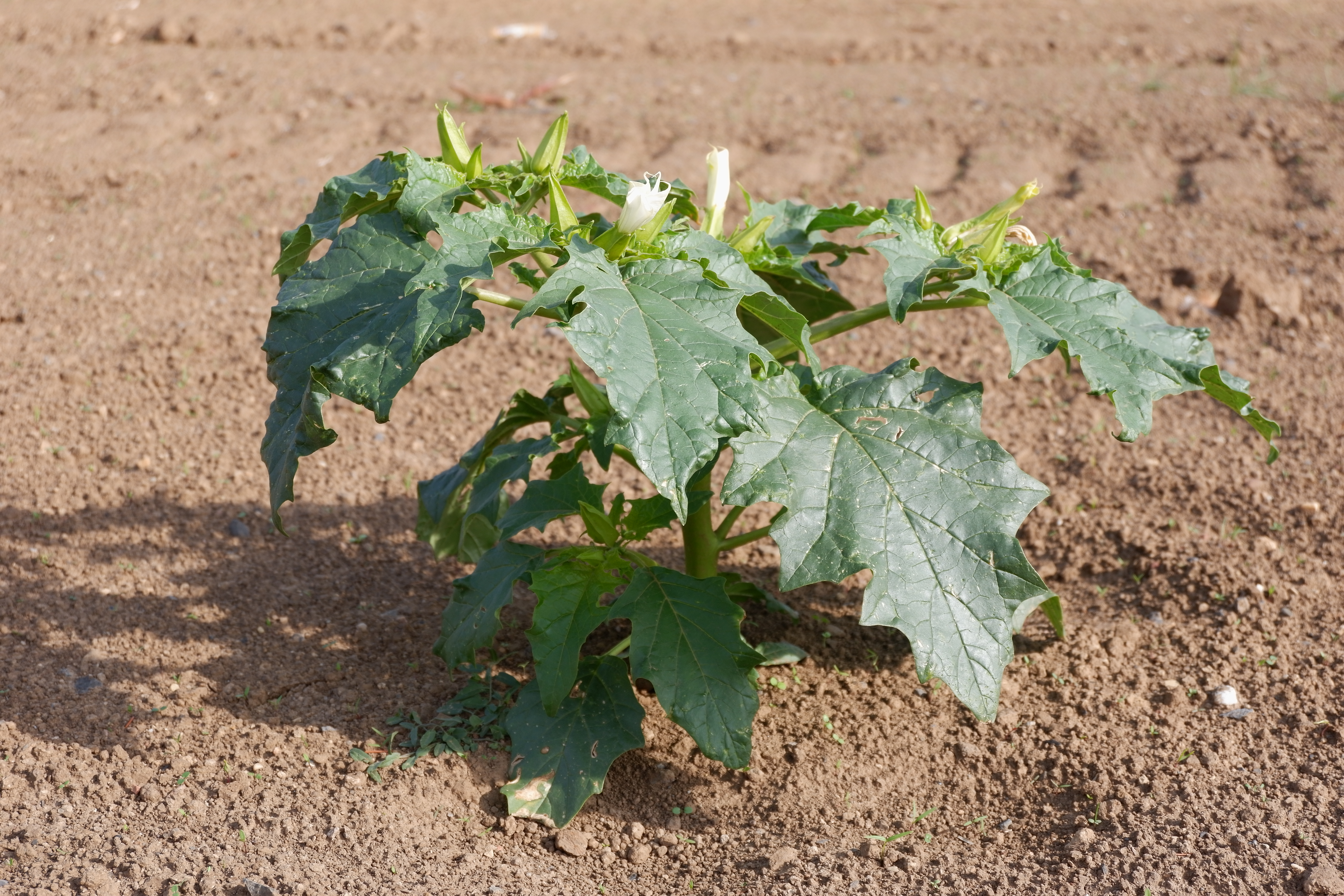
Дурман, молодое растение

Вероятнее всего, слово дурман было первоначально заимствовано из соседних тюркских языков, к примеру, в башкирском турма́н означает «лекарство для лошадей»; что, в свою очередь, восходит к иранскому darmán с аналогичным значением:123. Однако, в процессе ассимиляции в обиходном русском языке, оно стало приобретать новые значения, связанные с явной звуковой (корневой) ассоциацией, и последовательно сближаясь с удобопонятными глаголами дури́ть или одуря́ть:51, что и дало дихотомическое расхождение в множественном употреблении этого слова по отношению к разным растениям, с одной стороны, обладающим одуряющим действием, а с другой — сорным, «дурнящим» землю.

## Основные таксоны
- Дурман (лат. Datúra)[4] — обиходное название для растений из рода Дурман семейства Паслёновые (лат. Solanaceae). Крупные травы, редко древовидные растения, все виды дурмана — ядовитые растения; более всего у дурманов ядовиты цветки и семена.
- Дурман, также дурни́шник, шальна́я трава, водопья́н, дурнопья́н[5] — общепринятое обиходное название Дурмана вонючего или обыкновенного (лат. Datura stramonium)[6], широко известного ядовитого растения из семейства паслёновых, содержащего большое число алкалоидов.
- Дурман сонный, бешеная вишня или волчьи ягоды[7] — одно из обиходных народных названий Белладонны[8] (лат. Atropa belladonna)[9], одного из видов рода Красавка, многолетнего травянистого растения из семейства паслёновых, сильно ядовитого и лекарственного растения, широко известного со средневековых времён.
- Дурман сонный, блекота или бешенница[10] — одно из распространённых народных названий белены чёрной (лат. Hyoscyamus niger), крупного двулетнего травянистого растения из семейства паслёновых, широко известного ядовитого и сильнодействующего лекарственного растения.
- Дурман сонный, жидовская вишня или пузырная трава[11] — одно из обиходных названий Физалиса обыкновенного (лат. Physalis alkekengi)[12], одного из видов рода Физалис, многолетнего травянистого растения, широко известного как декоративное садовое растение («китайские фонарики»), содержащее также ряд алкалоидов, характерных для всего семейства паслёновых.
- Дурман, заячьи лапки или зеленица луговая[13] — одно из обиходных и местных народных названий Серпухи венечной[1]:80 (лат. Serratula coronata)[14], лугового цветка, многолетнего крупного травянистого растения из семейства Астровые (Asteraceae), известного в народной медицине как лекарственное растение, обладающее седативным действием.
- Дурман, балаболка или христов посох[15] — одно из диалектных народных названий Колокольчика жёстковолосистого (лат. Campanula cervicaria), голубого или ярко-синего полевого цветка, двулетнего травянистого растения из семейства Колокольчиковые (Campanulaceae), известного в народной медицине как лекарственное растение, обладающее обезболивающим и антитоксическим действием.

## Галерея

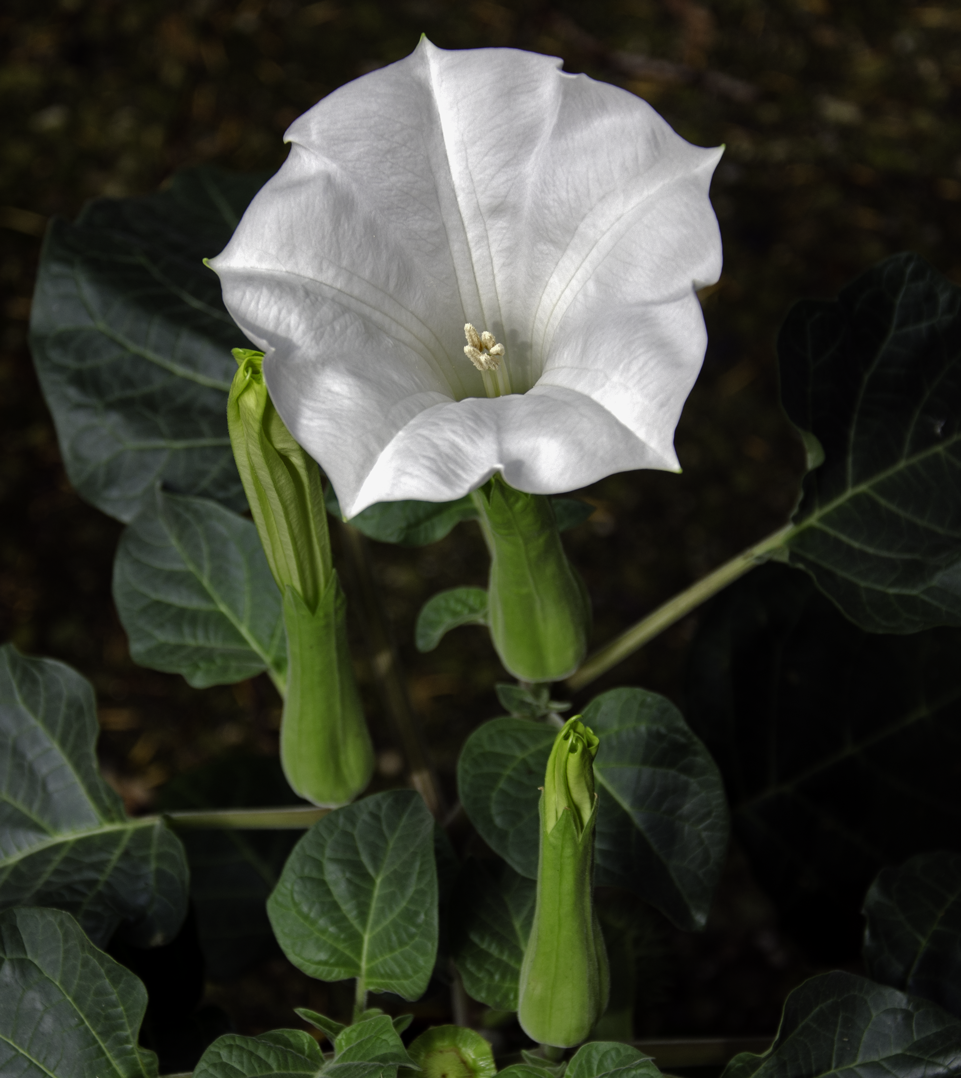
Дурман (Datura)
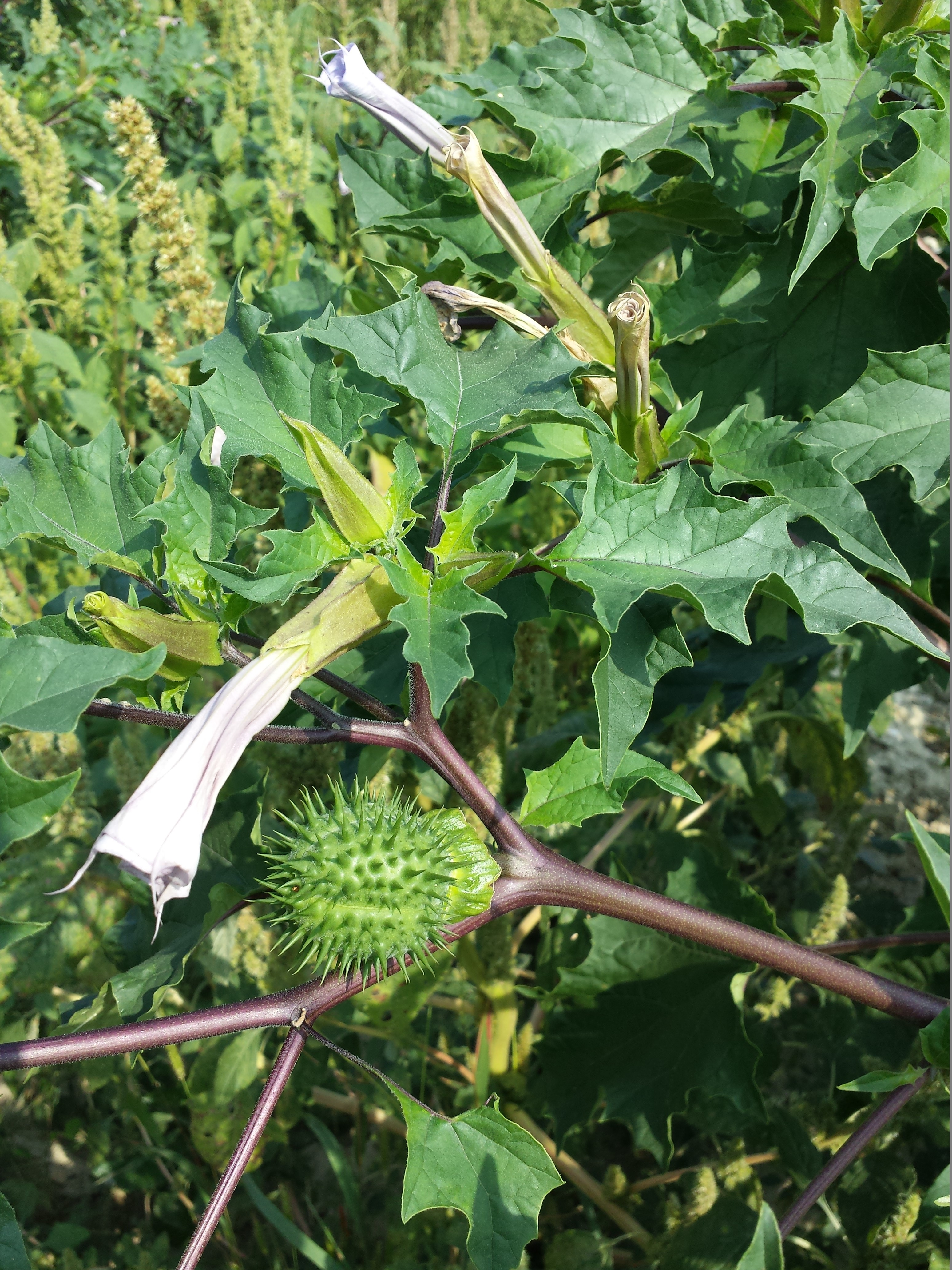
Дурман вонючий (Datura stramonium)
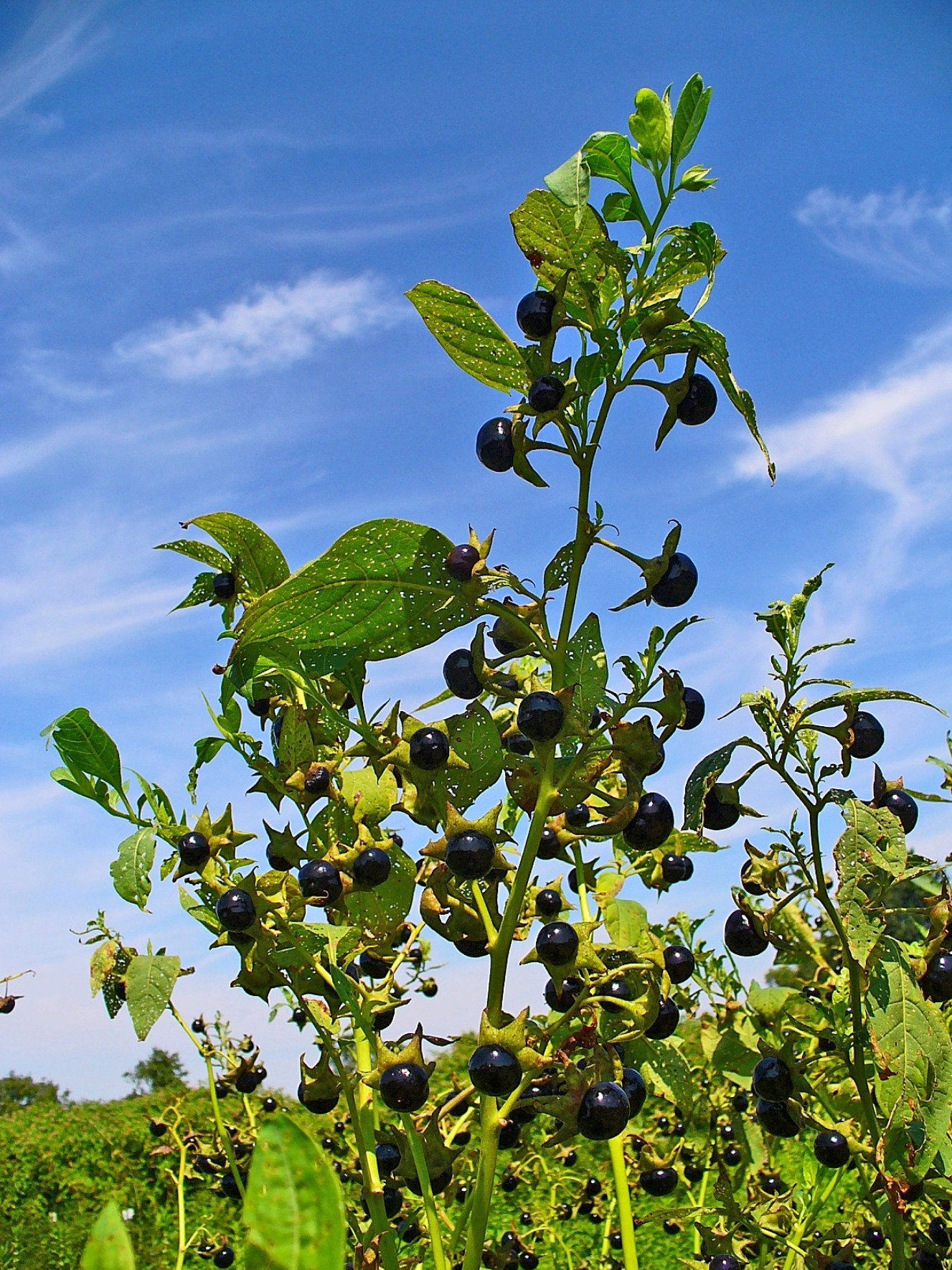
Белладонна (Atropa belladonna)
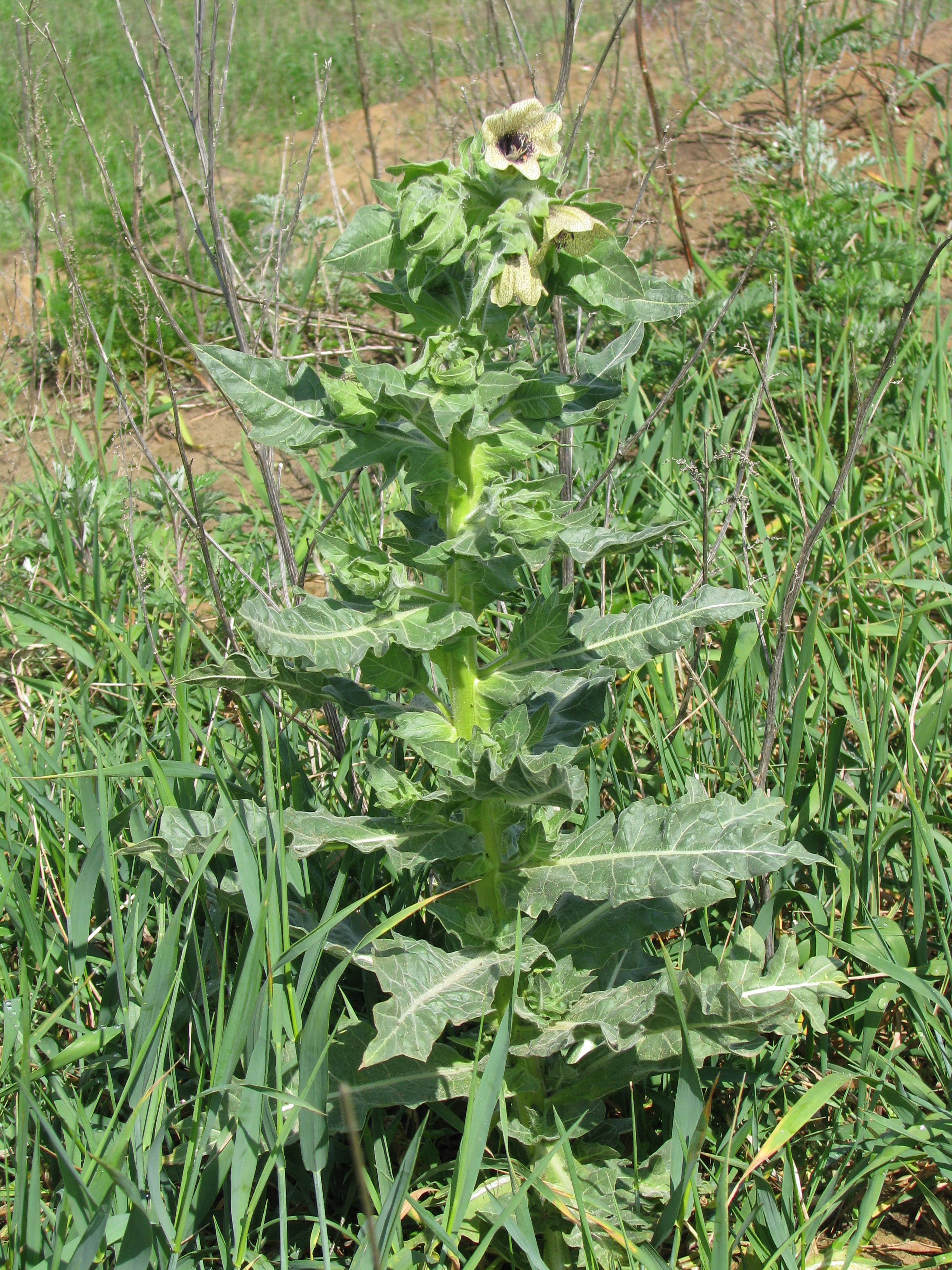
Белена чёрная (Hyoscyamus niger)
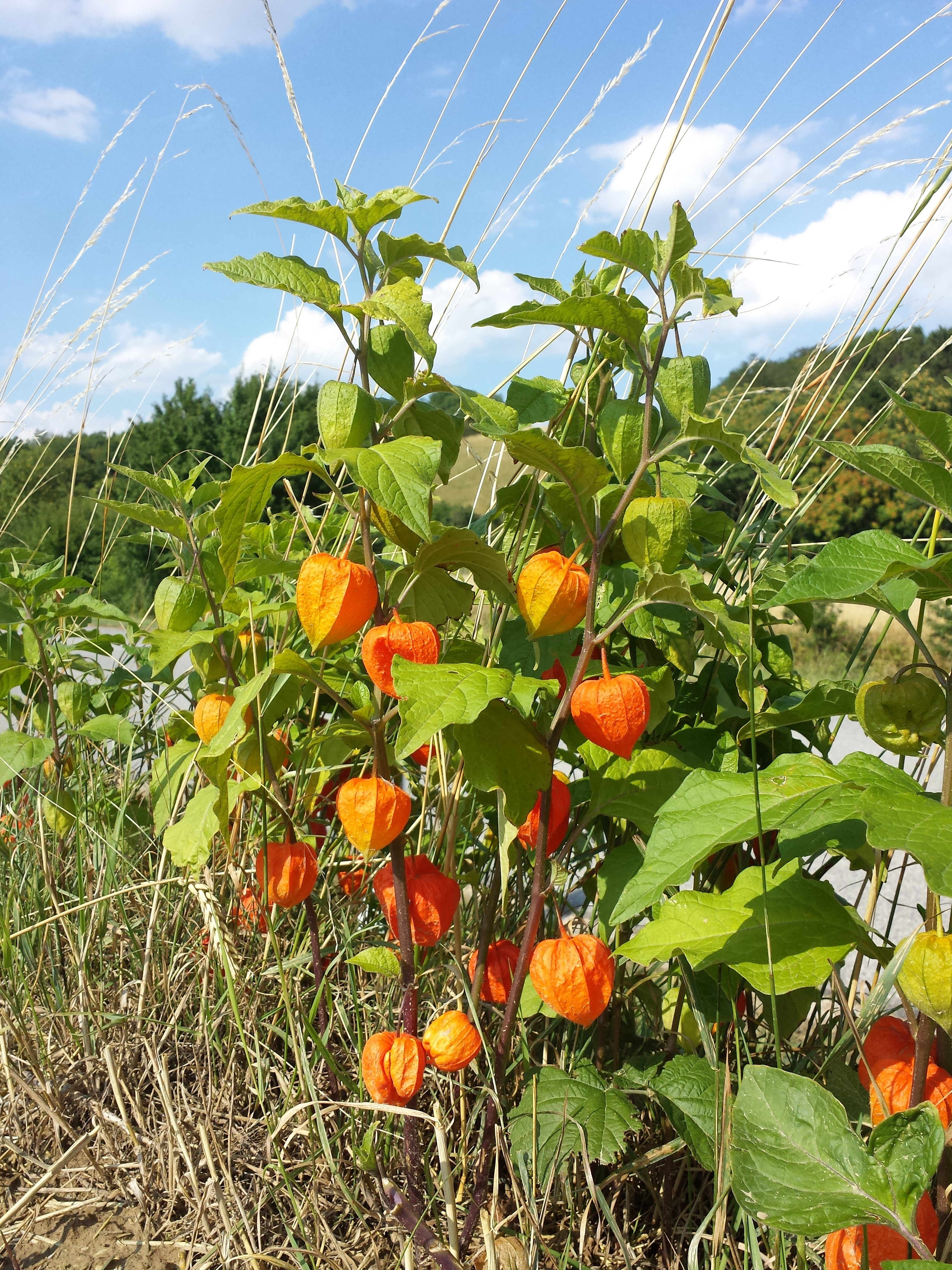
Физалис обыкновенный (Physalis alkekengi)
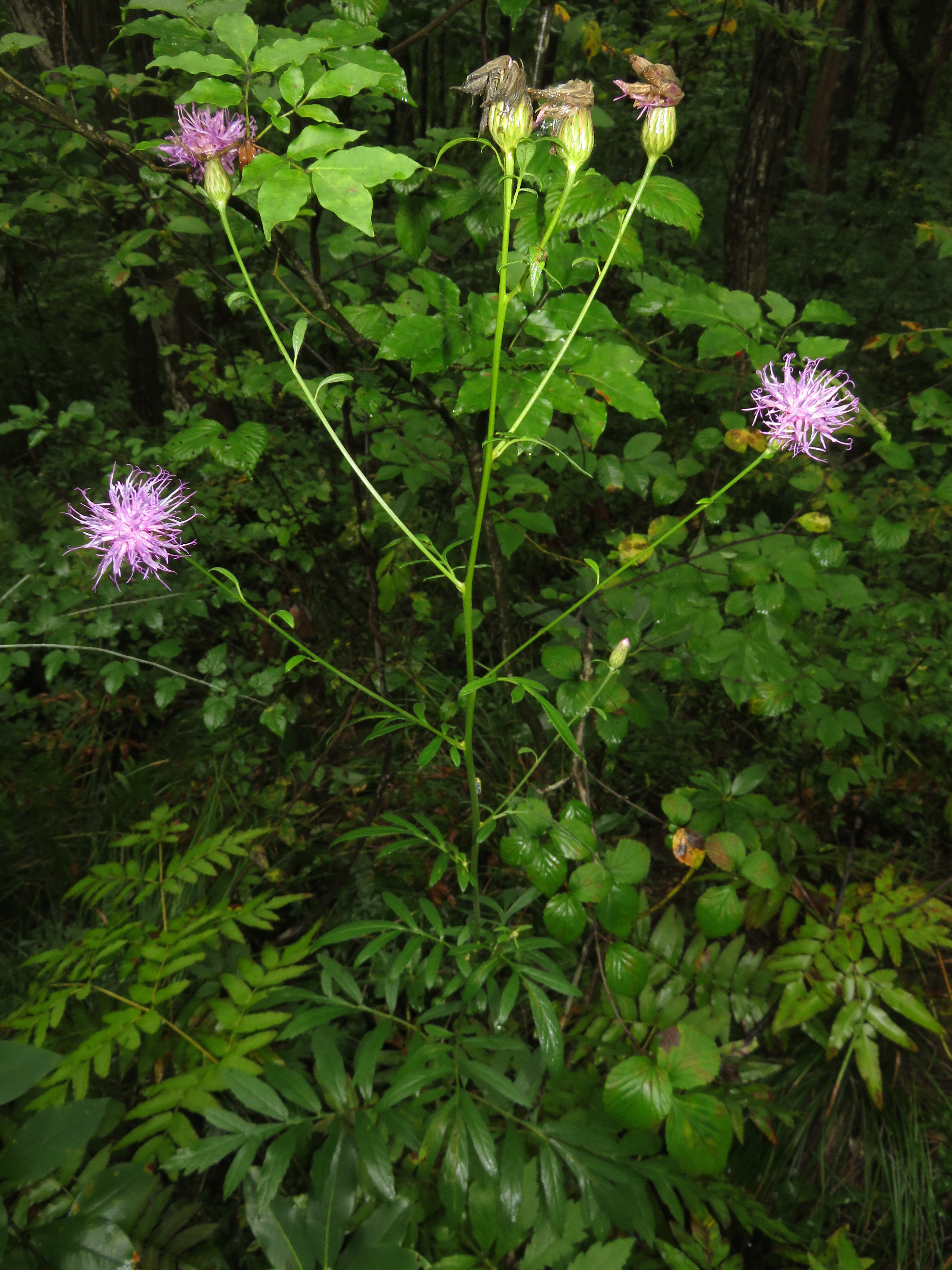
Серпуха венценосная (Serratula coronata)
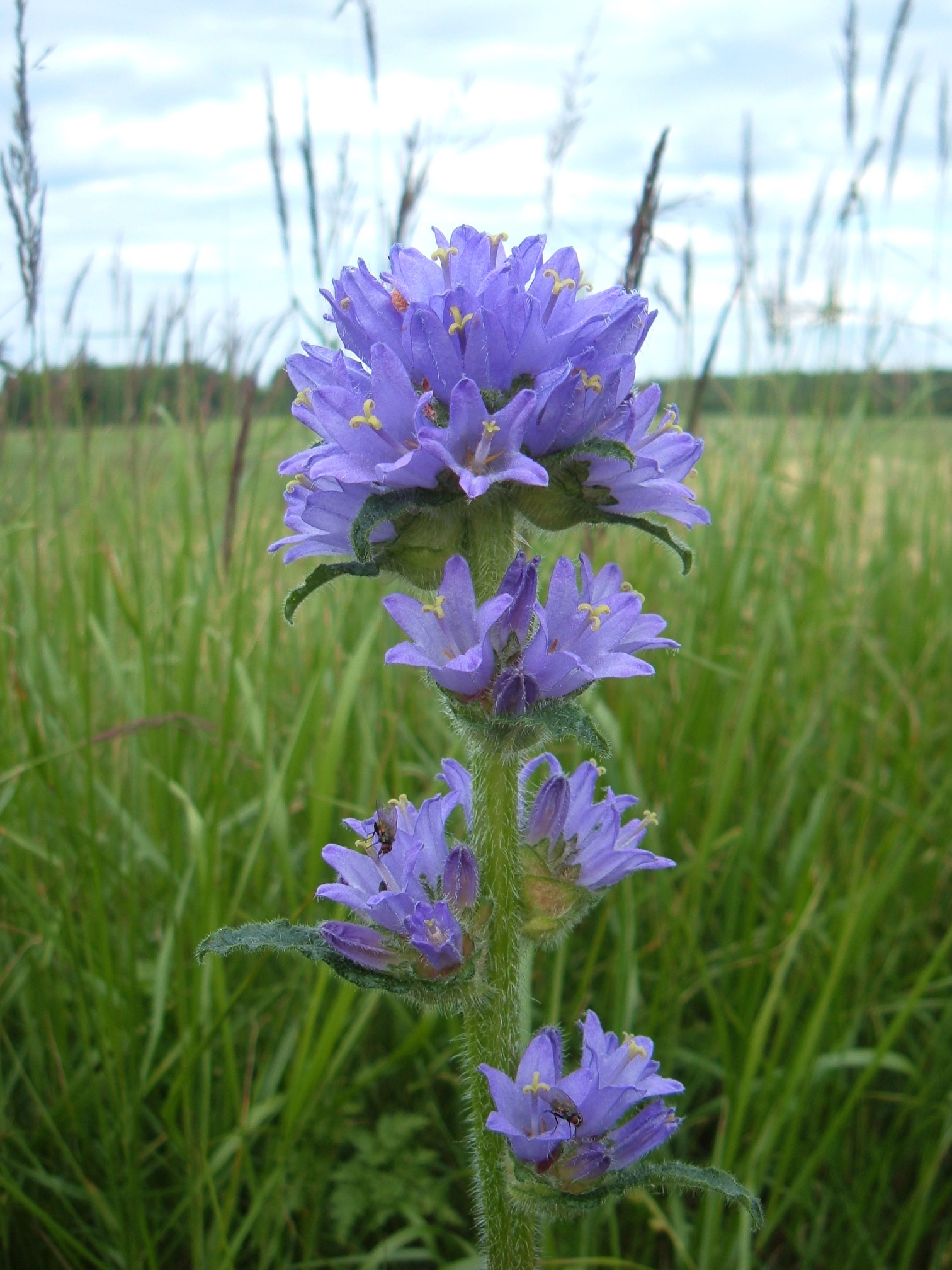
Колокольчик жёстковолосый (Campanula cervicaria)